# Зелений бізнес
Циркулярний (невичерпний) бізнес, або зелений бізнес (англ. Sustainable business) - діяльність яка має мінімальний негативний вплив на глобальне або місцеве середовище, суспільство або економіку - це бізнес який прагне поєднати у собі екологічне відношення до довкілля, справедливе ставлення до працівників та економічний успіх. Більшість зелених компаній мають прогресивні екологічні принципи та політику з питань людини. Загалом бізнес вважається зеленим якщо він відповідає наступним чотирьом критеріям:
1. Він керується принципом "циркуляції" при прийнятті усіх своїх бізнес рішень
2. Він постачає екологічні товари або послуги які замінюють попит на не-екологічні товари або послуги
3. Він "зеленіший" ніж типові конкуренти
4. Він значний час витримує зобов'язання щодо екологічних стандартів

Комісія Брундтланд (Brundtland Report) наголошувала, що розуміння невичерпності тримається на трьох опорах: людях, планеті та прибутку. Циркулярний бізнес у своїй роботі має балансувати ці три фактори, використовуючи циркулярне виробництво та розповсюдження щоб вплинути на екологію, економічний розвиток та суспільство Triple bottom line.
Усі впливають на циркуляцію у світовому ринку та на нашу планету у якомусь сенсі. Розвиток циркулярного принципу у бізнесі може бути вагомим для покупця, інвестора, а також є екологічним. Циркулярний бізнес має задовольняти потреби покупця і добре ставитися до довкілля. 

## Функції зеленого бізнесу
1. Встановлення цін на товари та послуги, що реалізуються.
2. Проведення НДДКР та створення інноваційних товарів, методів та технологій.
3. Формування конкурентного середовища на ринку ЕТП.
4. Створення робочих місць.
5. Створення валової доданої вартості на ЕТП.
6. Ефективне використання ресурсів.
7. Задоволення екологічних потреб суспільства.
8. Мінімізація екологічно-деструктивного впливу на довкілля.
9. Захист НПС.
10. Формування екологічної свідомості суспільства.
11. Збереження природного капіталу.
Більшість вищезазначених функцій стосується всіх напрямків підприємницької діяльності. До таких, що притаманні лише представникам зеленого бізнесу, відносяться: задоволення суспільних потреб, захист довкілля, мінімізація екологічно-деструктивного впливу на довкілля, формування екологічної свідомості суспільства. Саме виконання цих функцій і виділяє ЗБ з-поміж інших напрямків діяльності. Слід окремо відзначити, що функції, які притаманні всім напрямкам діяльності, в зеленому бізнесу проявляються більш екологічно-раціональним чином. Наприклад, ефективне використання ресурсів передбачає не лише мінімізацію обсягів їх використання, але й ґрунтується на виборі тих ресурсів, використання яких буде мати мінімально можливий вплив на довкілля.

## Форми прояву
- еко-компанія;
- виробництво екологічних товарів та послуг;
- зелений бізнес.

Перша форма прояву ЗБ — еко-компанія — передбачає впровадження екологічного менеджменту, що переважно пов'язано з адміністративним регулюванням діяльності підприємств у країні. Внаслідок цього підприємство сприяє зниженню забруднення НПС, але, як правило, не за власним бажанням, а відповідно до вимог законодавчо-нормативних актів або постанов світових організацій.
Друга форма прояву ЗБ проявляється тоді, коли компанія за власним бажанням, переходить на енергоефективні, екологічно-конструктивні технології виробництва товарів та послуг і сприяє покращенню довкілля за допомогою використання в процесі діяльності методів та сировини, які мінімізують екологічно-деструктивний вплив на НПС та ведуть до покращення умов життя населення.
Особливістю третьої форми ЗБ є те, що окрім мінімізації шкідливих екологічних екстернальних ефектів від виробничої діяльності, на підприємстві у керівників та співробітників формується екологічна свідомість, яка ґрунтується на забезпеченні екологічних потреб не лише сучасного покоління, але й передбачає створення сприятливих умов життя для майбутніх поколінь шляхом мінімізації впливу виробництва на довкілля у довгостроковому періоді.